# Miguel Maleíno
Miguel Maleíno (em grego: Μιχαήλ Μαλεΐνος; ca. 894-963) foi um monge bizantino que adquiriu grande respeito entre os cristãos da Ásia Menor e é reconhecido pela Igreja Ortodoxa como santo. Foi o irmão do general Constantino Maleíno e tio de Nicéforo Focas, que foi grandemente influenciado por Miguel e tornou-se imperador (como Nicéforo II Focas (r. 963-969)) após sua morte. Sua celebração se dá em 12 de julho.

## Biografia
Nasceu Manuel Maleíno (em grego: Μανουήλ Μαλεΐνος) ca. 894, membro da família mais rica da Capadócia e passou sua juventude na corte do imperador Leão VI, o Sábio (r. 886–912), que era seu parente. Aos 18 anos denunciou os prazeres mundanos e retirou-se para a Bitínia, onde fundou uma lavra altamente respeitada sob a orientação do velho João Elatita. Depois de um tempo Miguel foi ordenado para o sacerdócio. Diz-se que havia sido compassivo e bondoso para com as pessoas. João Elatita lhe concede permissão para viver uma vida solitária numa caverna: cinco dias da semana ele passou em concentração de oração e apenas nos sábados e domingos foi para o mosteiro para participar nos serviços divinos e de comunhão.
Seu exemplo atraiu outros, e em um lugar desolado chamado Lago Seco, o monge Miguel fundou um mosteiro e deu-lhe um estreito ustav (regulamento monástico). Quando o mosteiro estava seguro, Miguel foi para um lugar ainda mais remoto e construiu lá um outro mosteiro. Com o tempo, graças aos esforços do Santo Aba, todas a montanha Cumineia (também chamada Cimina) estava coberta por comunidades monásticas. Atanásio de Trebizonda, que começou sua vida monástica no mosteiro de Miguel ca. 953, mais tarde modelou a Grande Lavra, no monte Atos, sob fundação de Miguel. Miguel Maleíno morreu em 962.